# Municipio de Falls (condado de Chase)
El municipio de Falls (en inglés: Falls Township) es un municipio ubicado en el condado de Chase en el estado estadounidense de Kansas. En el año 2010 tenía una población de 1126 habitantes y una densidad poblacional de 8,57 personas por km².

## Geografía
El municipio de Falls se encuentra ubicado en las coordenadas 38°20′44″N 96°32′35″O / 38.34556, -96.54306. Según la Oficina del Censo de los Estados Unidos, el municipio tiene una superficie total de 131.34 km², de la cual 129,82 km² corresponden a tierra firme y (1,16 %) 1,52 km² es agua.

## Demografía
Según el censo de 2010, había 1126 personas residiendo en el municipio de Falls. La densidad de población era de 8,57 hab./km². De los 1126 habitantes, el municipio de Falls estaba compuesto por el 93,78 % blancos, el 2,75 % eran afroamericanos, el 0,18 % eran amerindios, el 0,18 % eran asiáticos, el 1,24 % eran de otras razas y el 1,87 % eran de una mezcla de razas. Del total de la población el 6,04 % eran hispanos o latinos de cualquier raza.